# Castello di Rothenthurn
Il castello di Rothenthurn (in tedesco Schloss Rothenthurn) si trova nell'omonima frazione del comune austriaco di Spittal an der Drau nell'omonimo distretto appartenente al Land della Carinzia e la sua storia inizia nell'XI secolo.

## Storia

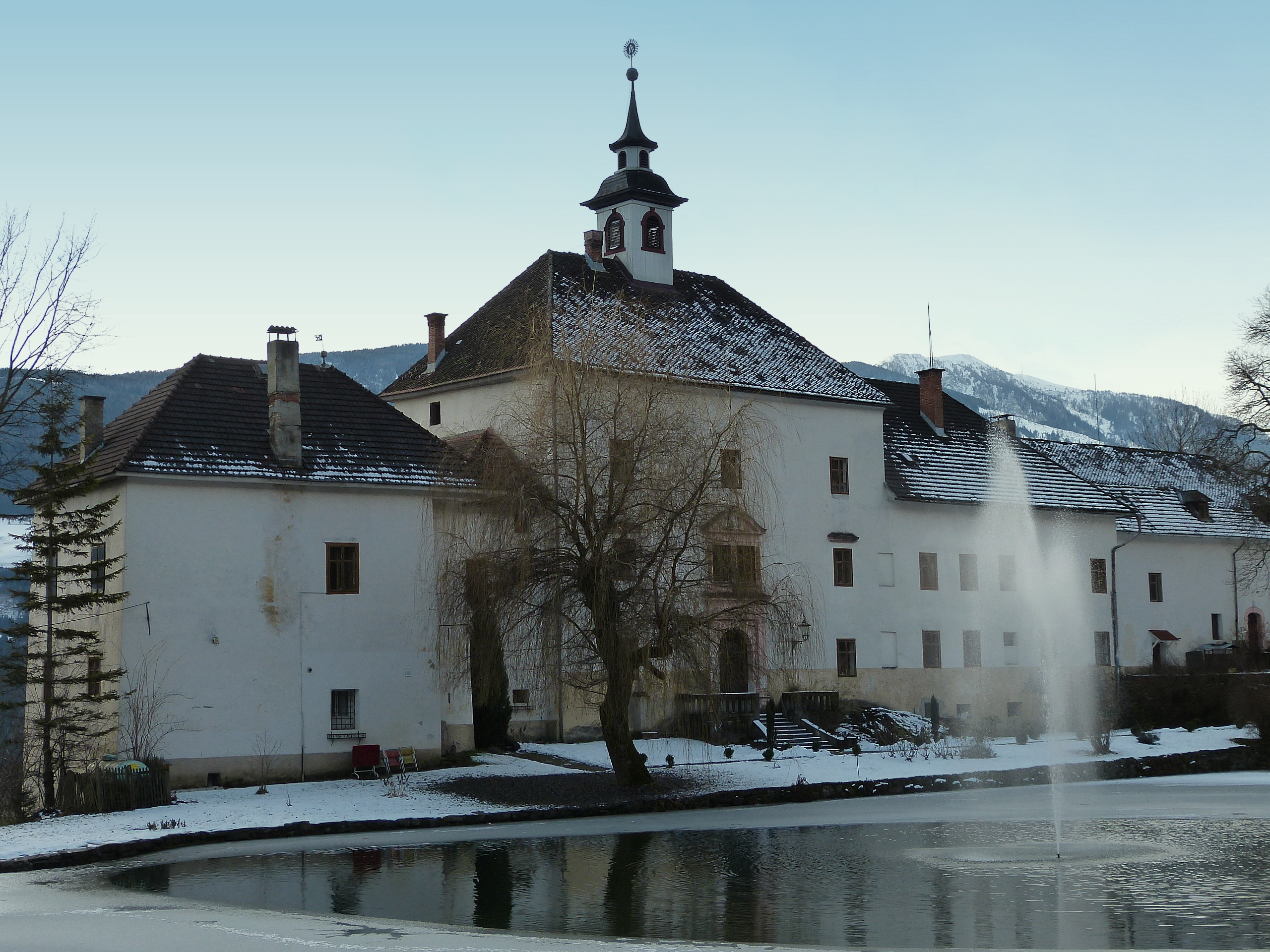
Castello di Rothenthurn nel periodo invernale

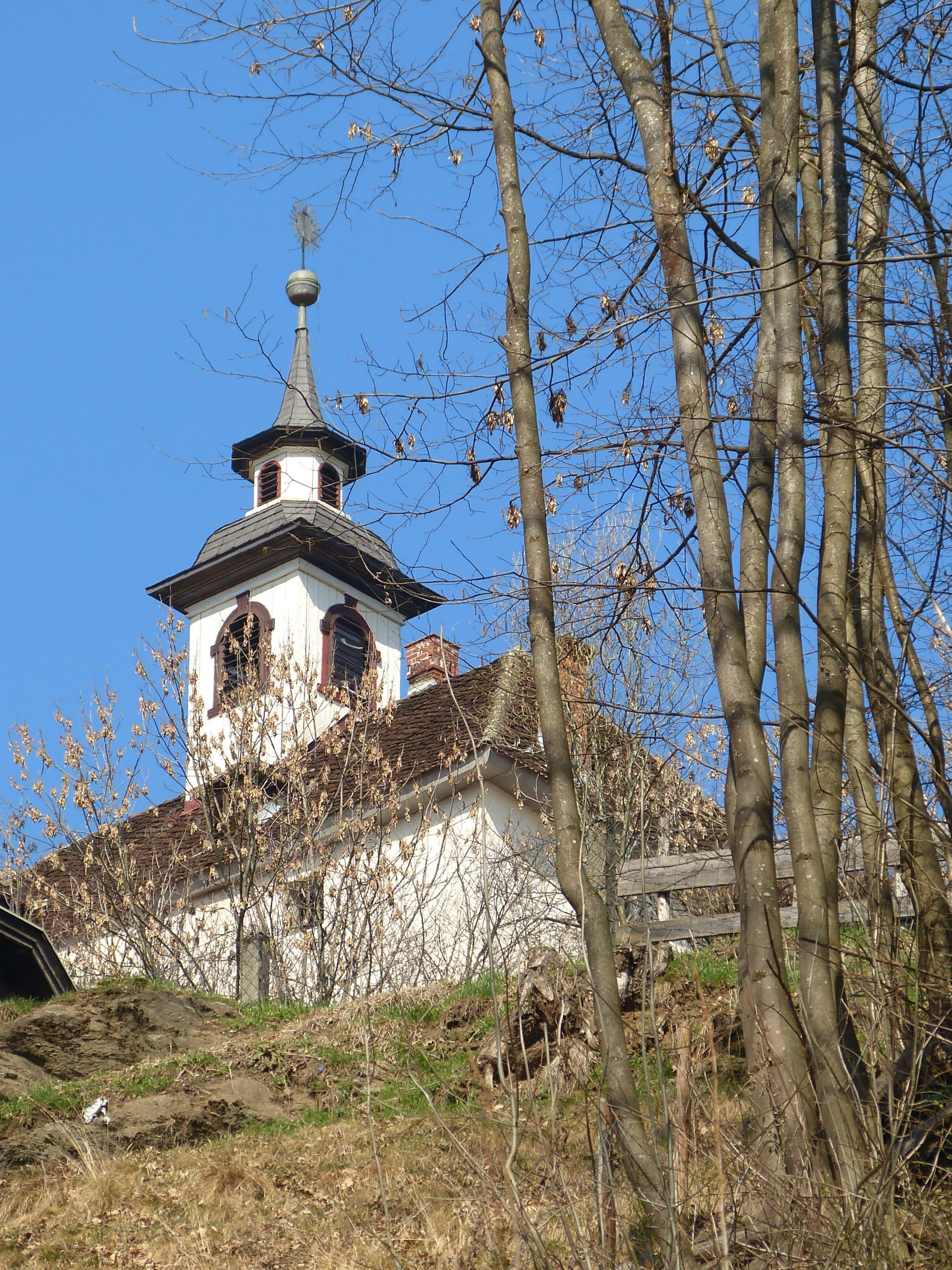
Torretta sul tetto

Sembra verosimile che il castello risalga all'XI secolo, quando la sua struttura era costituita essenzialmente da una torre difensiva e di avvistamento. Questa primitiva torre era rossa, e da questo poi è venuto il nome dato alla fortezza. I primi a ricevere come feudo il castello come signori locali furono i conti di Ortenburg, seguiti dai conti di Cilli e dai conti di Gorizia-Tirolo. Successivamente la primitiva torre venne integrata con ampliamenti che la portarono ad assumere l'aspetto di un cortile fortificato, e intanto la proprietà passò alla famiglia Kreuzer che l'ottenne come feudo principesco dal 1450 circa. Nel 1508 il signore fu Johann Meixner, che è considerato il costruttore del castello che ci è pervenuto grazie alle modifiche e ristrutturazioni importanti che decise di apportarvi. Sua figlia Barbara, moglie di Johann da Manstorff, intorno al 1525 dedicò la cappella gentilizia alla sua omonima Santa Barbara mentre la nipote Elisabeth, in virtù del suo matrimonio con Christoph Khevenhüller von Aichelburg, lo consegnò per via ereditaria alla famiglia del marito. Nel 1564 il dominio fu acqusito da Hans von Gschrey che lo vendette a Franz Balthasar von Eschey nel 1570. Da quel momento il castello di Rothenthurn appartenne ai suoi discendenti fino al 1662, quando fu acquistata da Maria Salome Freiin von Aichelburg. Poi i proprietari cambiarono con più frequenza. Nel 1688 signore divenne il Freiherr Georg Sigmund von Mandorff, seguito nel 1726 da Johann Heinrich von Aineth, che fece decorare la cappella con affreschi. Nel 1738 il castello tornò alla famiglia Mandorff e nuovamente vennero registrati cambi di proprietà con le famiglie Münch-Bellinghaus e Sorgo. Konstantin Count Normann von Ehrenfels acquistò la struttura nel 1880. Due anni dopo le facciate del palazzo furono rielaborate in modo da ripristinare in parte il primitivo aspetto. Per matrimonio o eredità il castello di Rothenthurn passò infine tra le proprietà di Maria e Georg Pereira-Arnstein, che vi hanno allestito un'attività ricettiva.

## Descrizione

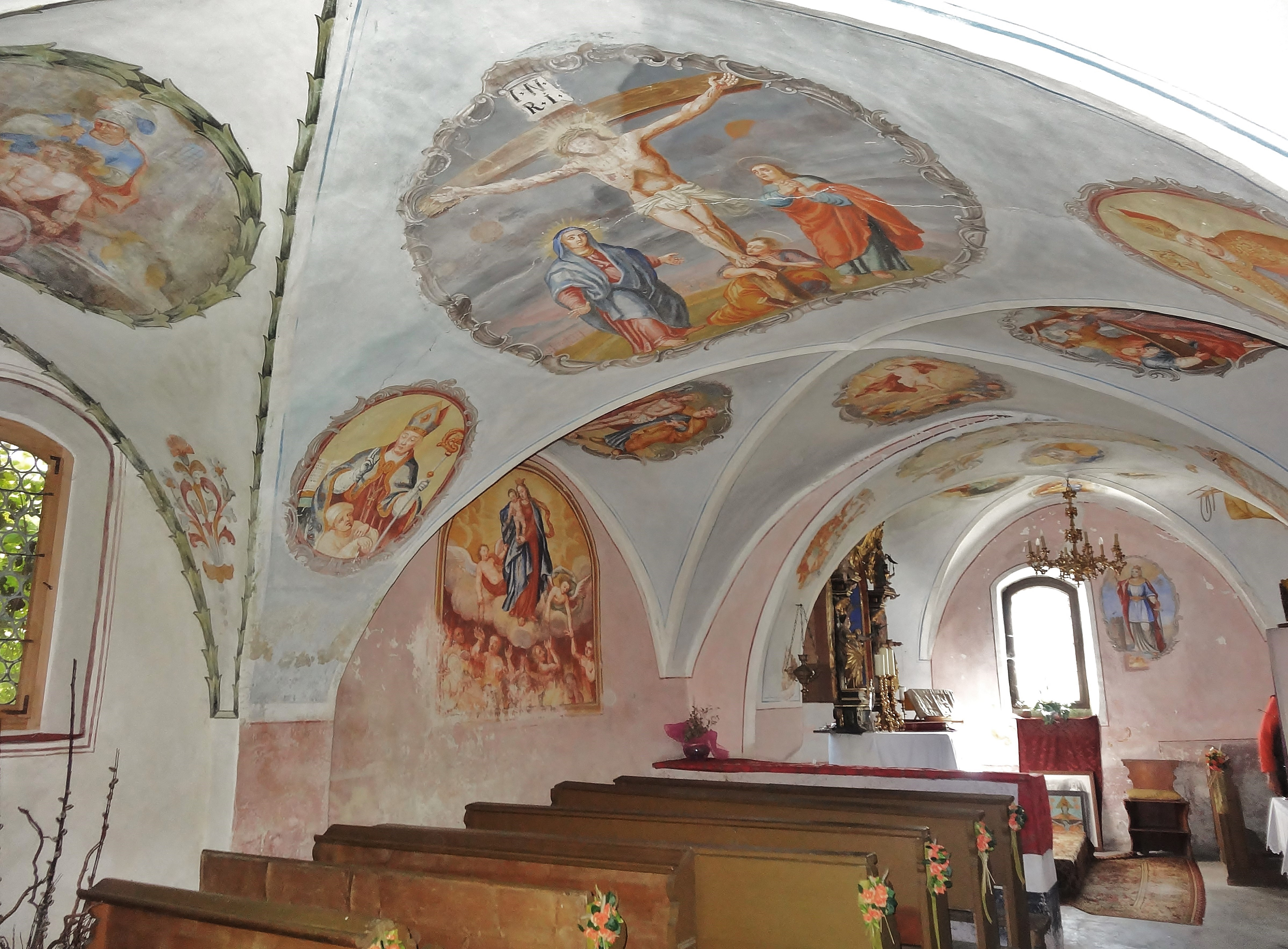
Cappella di Santa Barbara

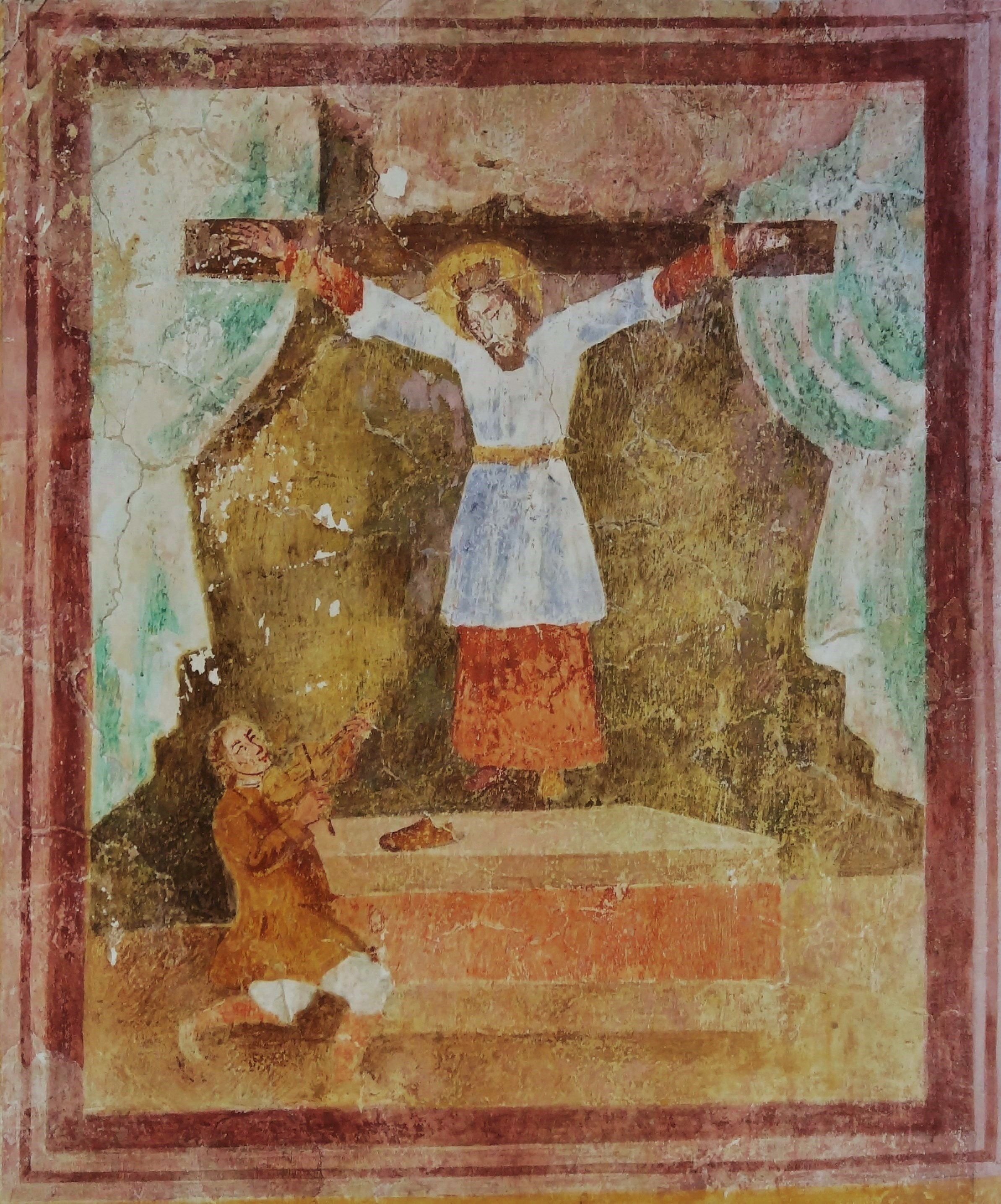
Affresco conservato nella cappella

Il castello si trova a Rothenthurn, frazione del comune austriaco di Spittal an der Drau nell'omonimo distretto appartenente al Land della Carinzia. Si presenta in posizione dominante su uno stretto altopiano a circa 70 m sopra l'abitato, tra Drautal e Millstätter See. Si tratta di una struttura non uniforme, allungata, costituita da varie ali a due e tre piani, quasi tutte dotate di copertura con tetto a padiglione. L'edificio più alto è anche il più antico, la torre in origine rossa. L'edificio inoltre ha una piccola torretta sul tetto. Tutte le altre strutture sono state costruite nei secoli XVI e XVII, adattate al terreno in leggera pendenza e collegate tra loro da scale che corrono all'interno delle mura. La cappella di Santa Barbara, allestita intorno al 1525 in un locale già preesistente dell'ala principale, fu ristrutturata nel 1644. Si sviluppa su una sola navata con tre campate coperte da una volta a crociera irregolare. Gli affreschi dei quali è arricchita risalgono al 1726 e sono stati oggetto di restauro. L'altare del 1710 nella sua pala raffigura l'Incoronazione di Maria. Al suo fianco sono raffigurate  Santa Barbara e Santa Dorotea. Sopra il piccolo portale rinascimentale con cornice in pietra dell'ala ovest si conserva il frammento di una lapide commemorativa con lo stemma Khevenhüller.  L'ingresso principale si trova sul lato nord della Torre Rossa, ed è un portale ad arco fiancheggiato da lesene tuscaniche sormontato da doppie finestre. Lo stemma Khevenhüller è visibile anche nel timpano. Portale e finestre richiamano il gusto ottocentesco del periodo della sua ristrutturazione. Di fronte al castello si trova un piccolo stagno mentre a nord si trova il mausoleo costruito nel 1882 per il conte Konstantin Normann-Ehrenfels, con pergolato aperto su tre lati. Il castello è proprietà privata.

### Bene architettonico tutelato
Il castello di Rothenthurn è stato posto sotto tutela dei monumenti da parte della Repubblica austriaca col numero 34727.